# Agathis montana
Agathis montana es una especie de conífera dentro de la familia de las Araucariaceae. Solamente se puede encontrar en Nueva Caledonia.

## Hábitat
Una especie restringida a las laderas más altas del macizo Panie-Colnett-Ignambi en el noreste de Nueva Caledonia. Se produce a una altitud de 1.000 a 1.600 m. Esta especie sólo se encuentra en las selvas tropicales de gran altitud.

## Descripción
Agathis montana alvcanza un tamaño de 15-20 m de altura con una gran corona achatada. La corteza es exfoliante en placas finas o escamas, con pequeñas lenticelas. El interior de la corteza de color marrón rojizo. Las hojas son alternas, lanceoladas a elípticas y agudas, de 8.6 cm x 1,5-2 cm, poco pecioladas. Las hojas juveniles oval lanceoladas, atenuadas en la base, de 8-10 cm × 2.6 a 3.5 cm. Los conos son globulares, 9 cm x 7 cm, sobre un pedúnculo grueso. Conos de polen, cilíndricos, de 4-5 × 0,8-1 cm, con escamas imbricadas y ligeramente denticuladas. Las semillas  redondeadas con un ala obovoide en un lado.

## Taxonomía
Agathis montana fue descrita por David John de Laubenfels y publicado en Travaux du Laboratorie Forestier de Toulouse 8(5): 2, en el año 1969.
Sinonimia
- Salisburyodendron montana (de Laub.) A.V.Bobrov & Melikyan[4]